# König Glacier
König Glacier är en glaciär i Sydgeorgien och Sydsandwichöarna (Storbritannien). Den ligger i den nordvästra delen av Sydgeorgien och Sydsandwichöarna. König Glacier ligger 5 meter över havet.
Terrängen runt König Glacier är kuperad. En vik av havet är nära König Glacier norrut.  Trakten runt König Glacier är nära nog obefolkad, med mindre än två invånare per kvadratkilometer. Trakten runt König Glacier är permanent täckt av is och snö.